# Bradyrhizobium elkanii
Bradyrhizobium elkanii (лат.) — вид клубеньковых эндосимбиотических азотфиксирующих бактерий, впервые выделенная как ДНК гомологичная группа II штаммов B. japonicum. В 1988 году выяснилось, что только группа II вызывает обесцвечивание листьев, по-научному называемое «микросимбионт-индуцированный листовой хлорозис». Это заболевание было распространено на соевых полях на юге США. Иной состав жирных кислот вместе с необычным профилем устойчивости к антибиотикам оказались достаточно большими фенотипческими отличием, что бы выделить ДНК гомологичную группу штаммов II в отдельный вид Bradyrhizobium elkanii.